# Servette Football Club Genève 1890 2013-2014
Questa voce raccoglie le informazioni riguardanti il Servette Football Club Genève 1890 nelle competizioni ufficiali della stagione 2013-2014.

## Stagione
Nella stagione 2013-2014 il Servette, allenato da Sébastien Fournier, Jean-Michel Aeby e Mario Cantaluppi, concluse il campionato di Challenge League al 5º posto. In Coppa Svizzera il Servette fu eliminato al secondo turno dal Losanna.

## Rosa
| N. |                        | Ruolo | Calciatore         |
| -- | ---------------------- | ----- | ------------------ |
| 1  | Portogallo (bandiera)  | P     | Rafael Monteiro    |
| 2  | Svizzera (bandiera)    | D     | Romain Kursner     |
| 3  | Inghilterra (bandiera) | D     | Korede Aiyegbusi   |
| 4  | Svizzera (bandiera)    | D     | Miguel Rodrigues   |
| 5  | Svizzera (bandiera)    | D     | Christopher Routis |
| 6  | Svizzera (bandiera)    | C     | Tibert Pont        |
| 8  | Svizzera (bandiera)    | C     | David Marazzi      |
| 9  | Svizzera (bandiera)    | A     | Igor Tadić         |
| 10 | Svizzera (bandiera)    | C     | Xavier Margairaz   |
| 11 | Francia (bandiera)     | C     | Geoffrey Tréand    |
| 12 | Svizzera (bandiera)    | D     | Meriton Bytyqi     |
| 13 | Svizzera (bandiera)    | C     | Maxime Dominguez   |
| 14 | Bolivia (bandiera)     | C     | Boris Cespedes     |
| 15 | Togo (bandiera)        | A     | Euloge Fessou      |
| 16 | Svizzera (bandiera)    | C     | Didier Crettenand  |

| N. |                           | Ruolo | Calciatore        |
| -- | ------------------------- | ----- | ----------------- |
| 17 | Costa d'Avorio (bandiera) | C     | Ousmane Doumbia   |
| 19 | Svizzera (bandiera)       | D     | Christopher Mfuyi |
| 21 | Svizzera (bandiera)       | C     | Alexandre Pasche  |
| 23 | Germania (bandiera)       | D     | Niklas Dams       |
| 25 | Serbia (bandiera)         | D     | Neven Marković    |
| 26 | Svizzera (bandiera)       | C     | Mirsad Hasanovic  |
| 27 | Svizzera (bandiera)       | C     | Mario Meireles    |
| 27 | Svizzera (bandiera)       | A     | Jocelyn Roux      |
| 30 | Svizzera (bandiera)       | P     | Christophe Guedes |
| 32 | Svizzera (bandiera)       | D     | Anthony Sauthier  |
| 33 | Svizzera (bandiera)       | C     | Kevin Bua         |
| 34 | Filippine (bandiera)      | P     | Roland Müller     |
| 35 | Portogallo (bandiera)     | D     | Rafael            |
| 36 | Svizzera (bandiera)       | D     | Azad Odabasi      |
| 37 | Svizzera (bandiera)       | A     | Iñaki Fernandez   |

## Organigramma societario
Area tecnica
- Allenatore: Mario Cantaluppi
- Allenatore in seconda: José Sinval
- Preparatore dei portieri: Pascal Zuberbühler
- Preparatori atletici: Leonardo Ceccherini

## Calciomercato

### Sessione estiva
| Acquisti | Acquisti          | Acquisti            | Acquisti |
| R.       | Nome              | da                  | Modalità |
| -------- | ----------------- | ------------------- | -------- |
| C        | David Marazzi     | Aarau               |          |
| C        | Didier Crettenand | Sion                |          |
| D        | Niklas Dams       | Borussia M'gladbach |          |
| C        | Hugo Fargues      | Stade Nyonnais      |          |
| A        | Euloge Fessou     | OC Agaza            |          |
| D        | Damien Hempler    | Étoile Carouge      |          |
| C        | Nenad Marinković  | Bnei Yehuda         |          |
| D        | Neven Marković    | Sporting K.C.       |          |
| P        | Roland Müller     | Duisburg            |          |
| D        | Anthony Sauthier  | Sion                |          |
| A        | Igor Tadić        | San Gallo           |          |

| Cessioni | Cessioni           | Cessioni        | Cessioni |
| R.       | Nome               | a               | Modalità |
| -------- | ------------------ | --------------- | -------- |
| C        | Kevin Ben          | Stade Nyonnais  |          |
| D        | Damien Hempler     | Étoile Carouge  |          |
| C        | Nenad Marinković   | Hapoel Akko     |          |
| P        | David Gonzalez     | Étoile Carouge  |          |
| A        | Samir Ramizi       | Étoile Carouge  |          |
| D        | François Moubandje | Tolosa          |          |
| A        | Kevin Gissi        | Alcoyano        |          |
| A        | Eudis              | Hapoel Ra'anana |          |
| P        | Jeson Eyer         | Stade Nyonnais  |          |
| D        | Mike Gomes         | Neuchâtel Xamax |          |
| A        | Goran Karanović    | San Gallo       |          |
| A        | Omar Kossoko       | CSKA Sofia      |          |
| C        | Xavier Kouassi     | Sion            |          |
| D        | Genséric Kusunga   | Basilea         |          |
| C        | Steven Lang        | Grasshoppers    |          |
| C        | Marcos de Azevedo  | Ermīs Aradippou |          |
| D        | Vincent Rüfli      | Sion            |          |
| D        | Christian Schlauri | Lugano          |          |
| D        | Jérôme Schneider   | Neuchâtel Xamax |          |
| A        | Matias Vitkieviez  | San Gallo       |          |

### Sessione invernale
| Acquisti | Acquisti         | Acquisti | Acquisti |
| R.       | Nome             | da       | Modalità |
| -------- | ---------------- | -------- | -------- |
| D        | Korede Aiyegbusi | Haka     |          |

| Cessioni | Cessioni         | Cessioni       | Cessioni |
| R.       | Nome             | a              | Modalità |
| -------- | ---------------- | -------------- | -------- |
| C        | Karim Gazzetta   | Étoile Carouge |          |
| P        | Barroca          | Losanna        |          |
| C        | Hugo Fargues     | Stade Nyonnais |          |
| C        | Thierry Moutinho | Albacete       |          |

## Risultati

### Challenge League

#### Prima fase, girone di andata
| Arbitro: | Schnyder |

|                  |           |                      |
| Paiva 24’ (rig.) | Marcatori | 60’ Tréand 65’ Tadić |

| Arbitro: | Huwiler |

|  |           |           |
|  | Marcatori | 81’ Pergl |

| Ginevra 28 luglio 2013, ore 16:00 CEST 3ª giornata | Servette  | 0 – 0 referto | Locarno | Stade de Genève (2 055 spett.)\| Arbitro: \| Fähndrich \| |
| Arbitro:                                           | Fähndrich |               |         |                                                           |

| Arbitro: | Graf |

|          |           |                    |
| Ukoh 51’ | Marcatori | 55’ (aut.) Manière |

| Arbitro: | Hänni |

|                       |           |  |
| Rossini 22’, 55’, 90’ | Marcatori |  |

| Arbitro: | Schnyder |

|                             |           |  |
| Hasanovic 49’ Moubandje 88’ | Marcatori |  |

| Arbitro: | Schärer |

|                                      |           |             |
| Tréand 17’, 43’ Bua 52’ Cespedes 90’ | Marcatori | 41’ Bottani |

| Arbitro: | Gut |

|            |           |            |
| Aratore 6’ | Marcatori | 89’ Tréand |

| Arbitro: | Huwiler |

|  |           |                    |
|  | Marcatori | 73’ (rig.) Cerrone |

#### Prima fase, girone di ritorno
| Arbitro: | Bieri |

|  |           |                 |
|  | Marcatori | 38’, 88’ Tréand |

| Arbitro: | Klossner |

|                       |           |             |
| Marazzi 43’ Tadić 70’ | Marcatori | 86’ Rossini |

| Vaduz 20 ottobre 2013, ore 16:00 CEST 12ª giornata | Vaduz | 0 – 0 referto | Servette | Rheinpark (2 115 spett.)\| Arbitro: \| Amhof \| |
| Arbitro:                                           | Amhof |               |          |                                                 |

| Arbitro: | Superczynski |

|            |           |  |
| Tréand 22’ | Marcatori |  |

| Arbitro: | Schärer |

|                        |           |                             |
| Audino 36’ Steuble 42’ | Marcatori | 14’ Tadić 44’ (rig.) Tréand |

| Arbitro: | Fähndrich |

|                                       |           |                 |
| Tréand 57’ (rig.) Roux 84’ Fessou 90’ | Marcatori | 33’ (aut.) Dams |

| Arbitro: | Graf |

|           |           |  |
| Tadić 57’ | Marcatori |  |

| Arbitro: | Erlachner |

|  |           |                                          |
|  | Marcatori | 25’ Roux 56’ Tadić 79’ Fessou 85’ Pasche |

| Arbitro: | Schnyder |

|                |           |                       |
| Ciarrocchi 79’ | Marcatori | 7’ Tadić 21’ Sauthier |

#### Seconda fase, girone di andata
| Arbitro: | Erlachner |

|                        |           |                                          |
| Facchinetti 45’ (rig.) | Marcatori | 23’, 50’ Tadić 43’ Doumbia 68’ Dominguez |

| Arbitro: | Fähndrich |

|                   |           |                                              |
| Tréand 88’ (rig.) | Marcatori | 36’ (aut.) Sauthier 51’ Frontino 61’ Rossini |

| Arbitro: | Schnyder |

|                    |           |                                             |
| Roux 9’ Tréand 57’ | Marcatori | 29’ Schürpf 45’ Cecchini 65’ (rig.) Neumayr |

| Arbitro: | Gut |

|                                                          |           |           |
| Tahipi 31’, 90’ Cerrone 44’ Brown 47’ Tabaković 69’, 75’ | Marcatori | 57’ Tadić |

| Arbitro: | Huwiler |

|  |           |                                     |
|  | Marcatori | 18’ Marazzi 68’ Marković 86’ Routis |

| Arbitro: | Graf |

|             |           |  |
| Marazzi 29’ | Marcatori |  |

| Arbitro: | Jaccottet |

|                                 |           |  |
| Tosetti 32’ da Silva 72’ (rig.) | Marcatori |  |

| Ginevra 23 marzo 2014, ore 15:00 CET 26ª giornata | Servette     | 0 – 0 referto | Winterthur | Stade de Genève (2 215 spett.)\| Arbitro: \| Superczynski \| |
| Arbitro:                                          | Superczynski |               |            |                                                              |

| Arbitro: | Fähndrich |

|          |           |                                            |
| Roux 29’ | Marcatori | 26’, 33’, 43’ Brahimi 40’ Paiva 73’ Kakoko |

#### Seconda fase, girone di ritorno
| Arbitro: | Bieri |

|  |           |          |
|  | Marcatori | 74’ Roux |

| Arbitro: | Huwiler |

|                                         |           |  |
| Vonlanthen 14’ Frontino 81’ Alioski 86’ | Marcatori |  |

| Arbitro: | Schnyder |

|             |           |          |
| Doumbia 42’ | Marcatori | 12’ Riva |

| Arbitro: | Jancevski |

|                    |           |  |
| Pak 54’ Sutter 90’ | Marcatori |  |

| Arbitro: | San |

|                     |           |             |
| Doumbia 2’ Roux 57’ | Marcatori | 90’ Morello |

| Arbitro: | Fähndrich |

|             |           |                             |
| Aratore 12’ | Marcatori | 35’ (rig.) Marazzi 37’ Roux |

| Arbitro: | Schnyder |

|            |           |  |
| Doumbia 7’ | Marcatori |  |

| Arbitro: | Superczynski |

|                |           |               |
| Tadić 83’, 84’ | Marcatori | 80’ Tabaković |

| Arbitro: | Studer |

|                                          |           |  |
| Paiva 25’, 70’ Kakoko 38’ Thaqi 77’, 88’ | Marcatori |  |

### Coppa Svizzera
| 17 agosto 2013, ore 20:15 CEST Primo turno | La Chaux-de-Fonds | 0 – 3 | Servette |  |

| 14 settembre 2013, ore 19:30 CEST Secondo turno | Servette | 0 – 1 | Losanna |  |

## Statistiche

### Statistiche di squadra
| Competizione     | Punti | In casa | In casa | In casa | In casa | In casa | In casa | In trasferta | In trasferta | In trasferta | In trasferta | In trasferta | In trasferta | Totale | Totale | Totale | Totale | Totale | Totale | DR |
| Competizione     | Punti | G       | V       | N       | P       | Gf      | Gs      | G            | V            | N            | P            | Gf           | Gs           | G      | V      | N      | P      | Gf     | Gs     | DR |
| ---------------- | ----- | ------- | ------- | ------- | ------- | ------- | ------- | ------------ | ------------ | ------------ | ------------ | ------------ | ------------ | ------ | ------ | ------ | ------ | ------ | ------ | -- |
| Challenge League | 61    | 18      | 10      | 3       | 5       | 24      | 19      | 18           | 8            | 4            | 6            | 25           | 29           | 36     | 18     | 7      | 11     | 49     | 48     | +1 |
| Coppa Svizzera   | -     | 1       | 0       | 0       | 1       | 0       | 1       | 1            | 1            | 0            | 0            | 3            | 0            | 2      | 1      | 0      | 1      | 3      | 1      | +2 |
| Totale           | 61    | 19      | 10      | 3       | 6       | 24      | 20      | 19           | 9            | 4            | 6            | 28           | 29           | 38     | 19     | 7      | 12     | 52     | 49     | +3 |

### Andamento in campionato
| Giornata  | 1 | 2 | 3 | 4 | 5 | 6 | 7 | 8 | 9 | 10 | 11 | 12 | 13 | 14 | 15 | 16 | 17 | 18 | 19 | 20 | 21 | 22 | 23 | 24 | 25 | 26 | 27 | 28 | 29 | 30 | 31 | 32 | 33 | 34 | 35 | 36 |
| --------- | - | - | - | - | - | - | - | - | - | -- | -- | -- | -- | -- | -- | -- | -- | -- | -- | -- | -- | -- | -- | -- | -- | -- | -- | -- | -- | -- | -- | -- | -- | -- | -- | -- |
| Luogo     | T | C | C | T | T | C | C | T | C | T  | C  | T  | C  | T  | C  | C  | T  | T  | T  | C  | C  | T  | T  | C  | T  | C  | C  | T  | T  | C  | T  | C  | T  | C  | C  | T  |
| Risultato | V | P | N | N | P | V | V | N | P | V  | V  | N  | V  | N  | V  | V  | V  | V  | V  | P  | P  | P  | V  | V  | P  | N  | P  | V  | P  | N  | P  | V  | V  | V  | V  | P  |
| Posizione | 2 | 5 | 6 | 7 | 7 | 7 | 5 | 5 | 5 | 5  | 5  | 4  | 4  | 4  | 3  | 3  | 2  | 2  | 2  | 3  | 3  | 4  | 4  | 4  | 4  | 4  | 4  | 4  | 4  | 4  | 5  | 5  | 5  | 5  | 3  | 5  |

Legenda:

Luogo: C = Casa; T = Trasferta. Risultato: V = Vittoria; N = Pareggio; P = Sconfitta.

### Statistiche dei giocatori
| K. Aiyegbusi  | 11 | 0  | 2 | 0 |
| J. Barroca    | 5  | 0  | 0 | 0 |
| K. Ben        | 1  | 0  | 0 | 0 |
| K. Bua        | 21 | 1  | 3 | 0 |
| M. Bytyqi     | 4  | 0  | 1 | 0 |
| B. Cespedes   | 10 | 1  | 0 | 0 |
| D. Crettenand | 18 | 0  | 0 | 0 |
| N. Dams       | 25 | 0  | 3 | 0 |
| M. Dominguez  | 13 | 1  | 0 | 0 |
| O. Doumbia    | 28 | 4  | 4 | 0 |
| H. Fargues    | 5  | 0  | 0 | 0 |
| I. Fernandez  | 0  | 0  | 0 | 0 |
| E. Fessou     | 23 | 2  | 1 | 0 |
| K. Gazzetta   | 1  | 0  | 0 | 0 |
| D. Gonzalez   | 0  | 0  | 0 | 0 |
| C. Guedes     | 3  | 0  | 0 | 0 |
| M. Hasanovic  | 15 | 1  | 0 | 0 |
| D. Hempler    | 1  | 0  | 0 | 0 |
| R. Kursner    | 9  | 0  | 1 | 0 |
| D. Marazzi    | 23 | 4  | 2 | 0 |
| X. Margairaz  | 10 | 0  | 0 | 0 |
| N. Marinković | 5  | 0  | 1 | 0 |
| N. Marković   | 21 | 1  | 7 | 0 |
| M. Meireles   | 0  | 0  | 0 | 0 |
| C. Mfuyi      | 22 | 0  | 1 | 1 |
| R. Monteiro   | 0  | 0  | 0 | 0 |
| F. Moubandje  | 6  | 1  | 0 | 0 |
| M. Moutinho   | 5  | 0  | 0 | 0 |
| R. Müller     | 29 | 0  | 2 | 1 |
| A. Odabasi    | 0  | 0  | 0 | 0 |
| A. Pasche     | 29 | 1  | 7 | 0 |
| T. Pont       | 18 | 0  | 2 | 0 |
| R. Rafael     | 1  | 0  | 0 | 0 |
| M. Rodrigues  | 12 | 0  | 1 | 0 |
| C. Routis     | 22 | 1  | 6 | 1 |
| J. Roux       | 24 | 7  | 2 | 0 |
| A. Sauthier   | 18 | 1  | 9 | 0 |
| I. Tadić      | 29 | 11 | 3 | 0 |
| G. Tréand     | 27 | 11 | 5 | 0 |